# Tomino (formaggio)
Il tomino è un formaggio tipico del Piemonte.

## Produzione
Formaggio fatto di latte di capra o vaccino, oppure misto.
Viene prodotto con le due mungiture della giornata. Portato a riscaldare con l'aggiunta del caglio, viene fatto raffreddare per poi essere tagliato e frantumato sottilmente.
Nella Val Chisone viene messo a sgocciolare in piccoli contenitori di terracotta su stuoie di paglia.

## Aspetto
Se fresco, la pasta si presenta morbida, umida e bianca.
Se stagionato, la crosta è sottile e la pasta leggermente paglierina.

## Consumo

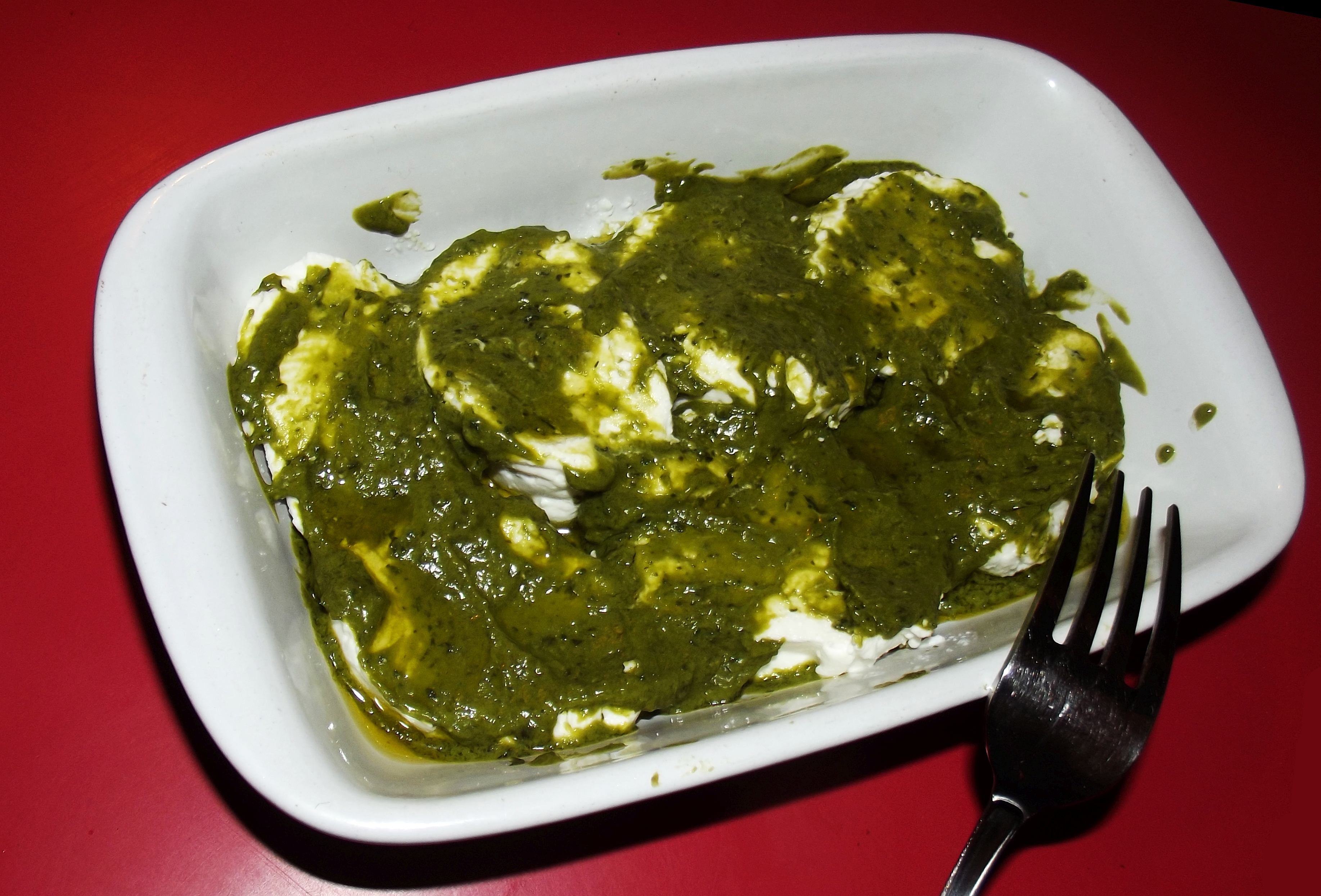
Tomini al verde

Si trova fresco, conservato sott'olio con spezie o stagionato. In Piemonte una ricetta tradizionale sono i tomini con il bagnet verd.

## Utilizzo in cucina

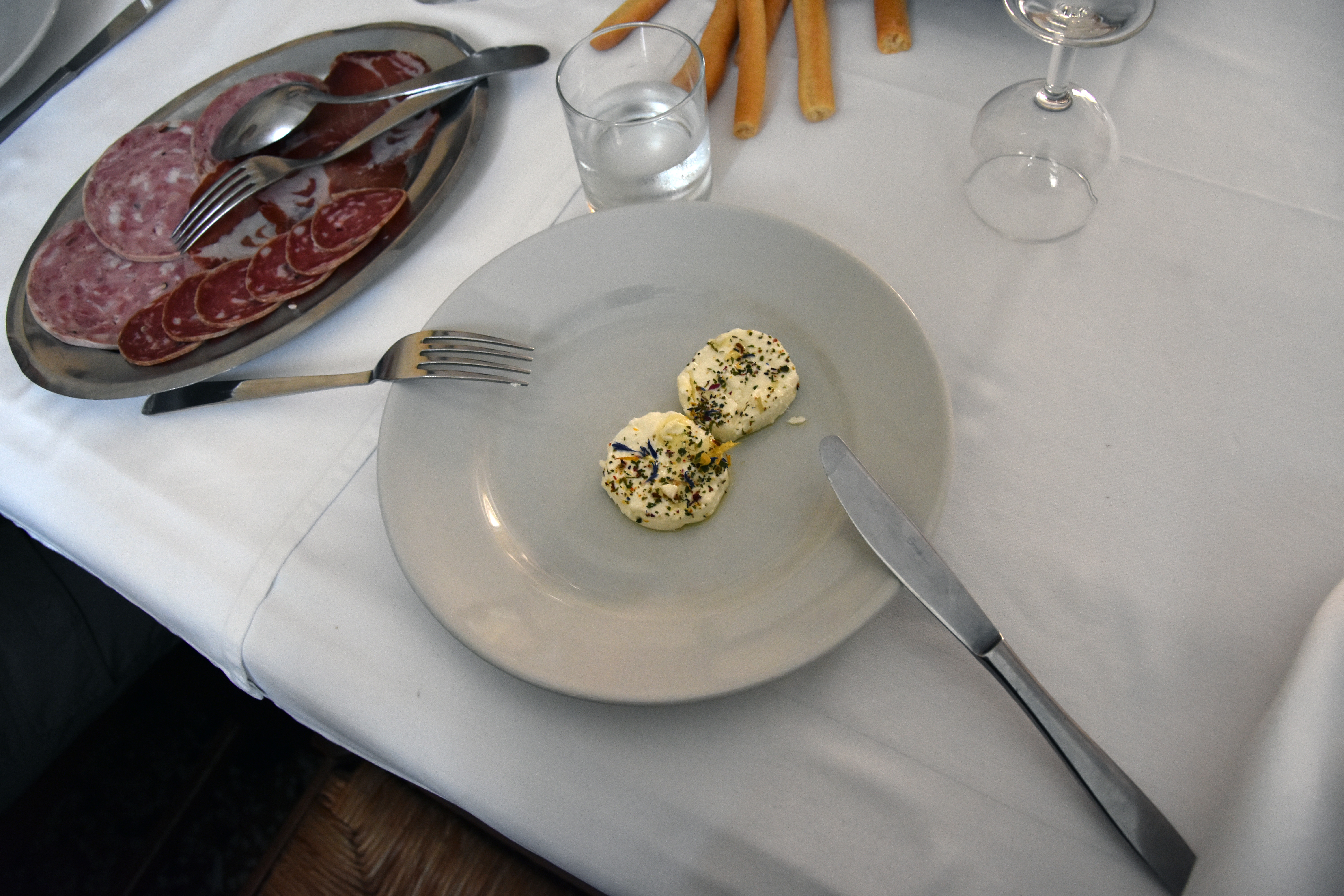
Coppia di tomini elettrici serviti in una trattoria piemontese

Stagionato ha un profumo penetrante e persistente, se scaldato in padella o pietra ollare.
Fresco, è ottimo come spuntino.
Una specialità piemontese sono i "tomini elettrici", ricetta a base di tomini e peperoncino.

## Riconoscimenti
La regione Piemonte ha inserito nell'elenco dei prodotti agroalimentari tradizionali italiani 11 varianti di tomino:
1. tomino (toma) di Casalborgone
2. tomino canavesano asciutto
3. tomino canavesano fresco
4. tomino del Bot
5. tomino delle Valli Saluzzesi
6. tomino di Melle (tomin dël Mel)
7. tomino di Rivalta
8. tomino di San Giacomo di Boves
9. tomino di Saronsella (chivassotto)
10. tomino di Sordevolo
11. tomino di Talucco